# Bambusa ooh
Bambusa ooh är en gräsart som beskrevs av Elizabeth A. Widjaja och Astuti. Bambusa ooh ingår i släktet Bambusa och familjen gräs. Inga underarter finns listade i Catalogue of Life.